# Свети Георги Музевишки
„Свети Георги Музевишки“ (на гръцки: Αγίου Γεωργίου του Μουζεβίκη) е късносредновековна православна църква в град Костур (Кастория), Егейска Македония, Гърция.

## Местоположение
Църквата е разположена в махалата Музевики. Традиционно храмът принадлежи към старата енория „Свети Тома“.

## История
Изградена е в средата на XVII век и според ктиторския надпис в олтара под сцената „Видение на Петър Александрийски“ е католикон на едноименния манастир. В храма е функционирало тайно училище.
Надписът гласи:
| „ | :ΜΝΗCΘΗΤΙ ΚΕ ΤΑC ΨΥΧΑC ΤΩΝ ΜΑΚΑΡΙΩΝ ΚΤΗΤΟΡΩΝ ΤΗC ΑΓΙΑC ΜΟΝΗC ΤΑΥΤΗC ΚΑΛΙΝΙΚΟΥ ΜΟΝΑΧΟΥ ΜΑΡΟΥΛΙ ΚΑΙ ΙΩΑΝΝΟΥ ΜΝΗCΘΗΤΙ ΚΥΡΙΕ ΤΗΝ ΨΥΧΗΝ ΤΟΥ ΔΟΥΛΟΥ CΟΥ ΣΥΝ ΤΗ ΣΥΜΒΙΟΥ CΥΤΟΥ: | “ |

## Архитектура
Представлява еднокорабен храм с дървен покрив и екзонартекс, разположен перпендикулярно на наоса. Градежът е примитивен.
На северната и източната стена има ценни стенописи от XVI век - 1550 - 1560 година. Стенописи има и в притвора от XVII век: 1657 – 1663 година, дело на майстори от Костурската художествена школа, които за съжаление са запазени в лошо състояние.
- Св. св. Петър и Павел
- Икона на Свети Йоан Предтеча от иконостаса
- Видение на Петър Александрийски